# The Incredible Machine
The Incredible Machine (TIM) är en serie datorspel av Sierra från 1990-talet inspirerat av Rube Goldbergs maskiner.
I spelen har man chansen att lösa pussel med många olika maskiner och ibland kan man även bygga sina egna märkliga konstruktioner. Ibland måste man hjälpa musen Mort, smälla   ballonger och andra rofyllda uppdrag.